# Dickinsia hydrocotyloides
Dickinsia es un género monotípico de planta herbácea perteneciente a la familia Apiaceae.  Su única especie: Dickinsia hydrocotyloides, es originaria de Asia.

## Descripción
Es una hierba fina, que alcanza un tamaño de 20-55 cm de altura. Con varias hojas basales; pecíolos de 6-30 cm, hoja redondeada a reniforme,de  2-8 × 5-12 cm, nervios 7-11 palmeados, base profundamente cordada, el margen crenado irregular, por lo general setosos-apiculados, ápice ligeramente entallado. Las inflorescencias con pedúnculos de 3-6, 1.5-3.5 cm, terminales, sostenidas por 2 brácteas foliáceas opuestas; brácteas redondeadas o reniformes, de 2-4 × 5-6.5 cm, sésiles; varias bracteolas lineales; en umbelas de 9-40 de flores. Pétalos blancos de color blanco verdoso, 1.2-1.4 × 1-1.1 mm. Estilos cortos, ca. 0,3 mm, recurvados. Fruta 3-3.5 × 2.2-2.8 mm. Fl. y fr. Abril-octubre.

## Distribución y hábitat
Se encuentra en sombríos bosques húmedos y en bancos de las corrientes de los ríos, a una altitud de 1500-3200 metros, en Guizhou, Hubei, Hunan, Sichuan y Yunnan en China.

## Propiedades
Esta especie ha reputado con valor medicinal.

## Taxonomía
Dickinsia hydrocotyloides fue descrita por  Adrien René Franchet y publicado en Nouvelles archives du muséum d'histoire naturelle, sér. 2, 8: 244, pl. 8, f. A. 1886.
Sinonimia
- Cotylonia bracteata C.Norman[4]